# ميخائيل وارد (لاعب كريكت)
ميخائيل وارد (12 سبتمبر 1971 في المملكة المتحدة - )  (بالإنجليزية: Michael Ward)‏ هو لاعب كريكت بريطاني.